# Jean Craighead George
Jean Carolyn Craighead George (Washington, 2 luglio 1919 – Mount Kisco, 15 maggio 2012) è stata una scrittrice statunitense.

## Biografia
Jean Craighead George è nata a Washington il 2 luglio 1919 dall'entomologo Frank e da Carolyn Johnson Craighead.
Dopo aver frequentato l'Università statale della Louisiana e l'Università del Michigan, ha conseguito un B.A. in inglese e scienze presso la Pennsylvania State University prima di lavorare come reporter per l'International News Service, il Washington Post e il Times-Herald.
Sposatasi nel 1944 con l'ornitologo John George dal quale avrà tre figli e si separerà nel 1963, ha esordito nel 1948 con Vulpes the Red Fox.
Autrice di più di 100 opere destinate a ragazzi dei quali ha spesso curato anche le illustrazioni, ha ottenuto la popolarità nel 1959 con il romanzo Io sto nei boschi e nel 1973 ha conquistato la Medaglia Newbery con Julie dei lupi.
É morta il 15 maggio 2012 all'età di 92 anni a Mount Kisco a causa di un'insufficienza cardiaca.

## Opere tradotte in italiano
- My Side of the Mountain (1959)
  - La casa nell'albero, Milano, Mondadori, 1973
  - Io sto nei boschi, Firenze, Giunti, 2007 traduzione di Sara Marcolini ISBN 978-88-09-05403-5.
- Who Really Killed Cock Robin? (1971)
  - Chi ha ucciso Robin Pettirosso?, Firenze, Giunti, 1994 traduzione di Bernardo Draghi ISBN 88-09-20411-5.
- Julie of the Wolves (1972)
  - Julie dei lupi, Milano, Mondadori, 1996 traduzione di Chiara Arnone ISBN 88-04-41512-6.
  - Julie dei lupi, Milano, Salani, 2013 traduzione di Tonina Dellepene ISBN 978-88-6715-207-0.
- Julie's Wolf Pack (1997)
  - Julie e il branco, Milano, Mondadori, 2000 traduzione di Paolo Canton e Giovanna Zoboli ISBN 88-04-47007-0.

## Adattamenti cinematografici
- La meravigliosa avventura di Sam e l'orsetto lavatore (My Side of the Mountain), regia di James B. Clark (1969)

## Premi e riconoscimenti
- Medaglia Newbery: 1960 finalista con Io sto nei boschi e 1973 vincitrice con Julie dei lupi
- National Book Award per la letteratura per ragazzi: 1973 finalista con Julie dei lupi